# Əhmədli
Əhmədli – stacja na linii 1 i linii 2 bakijskiego metra, położona między stacjami Xalqlar Dostluğu i Həzi Aslanov.

## Opis
Stacja została otwarta w dniu 28 kwietnia 1989 roku wraz z sąsiednią stacją Xalqlar Dostluğu. Została zaprojektowana przez architektów L. Koczubieja i L. Awramienkę. Do 2002 r. była ostatnią stacją na linii.